# Paúl (Álava)
Paúl es un concejo del municipio de Ribera Alta, en la provincia de Álava, País Vasco (España).

## Historia
Hacia mediados del siglo XIX, el lugar, ya por entonces perteneciente a Ribera Alta, tenía contabilizada una población de 370 habitantes. Aparece descrito en el duodécimo volumen del Diccionario geográfico-estadístico-histórico de España y sus posesiones de Ultramar de Pascual Madoz con las siguientes palabras:

PAUL: l. del ayunt. de Ribera Alta en la prov. de Alava (á Vitoria 4 1/2 leg.), part. jud. de Añana (3/4), aud. terr. de Búrgos (15 1/2), c. g. de las Provincias Vascongadas, dióc. de Calahorra (20). sit. en un barranco. clima templado; le combate el viento E. y se padecen catarros. Tiene 6 casas; igl. parr. (Sta. Coloma) servida por un beneficiado, y para surtido del vecindario una fuente algo sulfurosa y otra comun. El térm. confina: N. Basquiñuelas; E. Pobes; S. Turiso y Carasta, y O. Viloria; comprendiendo dentro de su circunferencia un monte medianamente poblado de robles, y abundantes canteras de yeso de buena calidad, y piedra llamada toba á propósito para la construccion de tabiques. El terreno es arcilloso y de buena calidad; se forma en él de dos fuentes el arroyo titulado Añana. caminos: el que dirige por Añana á Vitoria, en mal estado. El correo se recibe de Miranda de Ebro, por balijero, los lunes, miércoles y sábados por la tarde. prod.: trigo, cebada, legumbres y manzanas; cria de ganado cabrío y lanar; caza de perdices, codornices, tordas y liebres. ind.: ademas de la agricultura y ganadería, hay un molino harinero en buen estado. pobl.: 4 vec., 20 alm. riqueza y contr.: (V. Álava intedencia).
(Madoz, 1849, p. 720)

En 2022, tenía empadronados 51 habitantes.

## Demografía
| Gráfica de evolución demográfica de Paúl entre 2000 y 2021  |
|                                                             |
| Población de derecho según los censos de población del INE. |

## Patrimonio
Hay en el concejo una iglesia de Santa Coloma.